# Iñigo Calderón
Iñigo Calderón Zapatería (Vitoria, 4 gennaio 1982) è un allenatore di calcio ed ex calciatore spagnolo, di ruolo difensore, tecnico del Kitchee.

## Biografia
Dopo aver conseguito la laurea in scienze motorie, ha svolto un master in psicologia dello sport.

## Caratteristiche tecniche
In possesso di un'elevata resistenza allo sforzo - a cui abbina una notevole velocità - agisce prevalentemente da terzino destro. In caso di necessità può essere utilizzato come esterno di centrocampo.
Il suo contributo risulta prezioso anche in fase di non possesso.

## Carriera

### Club
Muove i suoi primi passi nelle giovanili dell'Alavés. Dopo aver trascorso tre anni tra le file dell'Alicante, il 19 luglio 2007 torna all'Alavés - di cui sarà anche capitano - firmando un contratto valido per due stagioni.
Dopo sei mesi di inattività, il 7 gennaio 2010 viene tesserato per sei mesi dal Brighton & Hove, in League One. Esordisce con la squadra inglese il 16 gennaio contro il Walsall. Il 10 giugno 2010 si accorda con la società per il rinnovo del contratto. Il nuovo accordo prevede una durata di tre anni.
Prima scelta lungo la corsia destra, a fine stagione il suo contributo - metterà tra l'altro a segno sette reti in campionato - risulterà decisivo nella promozione in Championship dei Seagulls, ottenuta con cinque giornate d'anticipo. Durante la sua permanenza a Brighton, in assenza di Gordon Greer ha guidato la squadra con la fascia da capitano al braccio.
Il 20 maggio 2016 la società comunica che il difensore lascerà la squadra a fine stagione.
Il 9 luglio 2016 firma un contratto annuale con opzione di rinnovo con l'Anorthosis, in Cipro.

### Allenatore
Il 7 marzo 2019 viene ingaggiato come vice allenatore dell'Alavés B fino al termine della stagione. Dopo esperienze nei settori giovanili di Alavés e Brighton, il 27 dicembre 2024 diventa allenatore del Bristol Rovers.

## Statistiche

### Presenze e reti nei club
| Stagione               | Squadra                | Campionato             | Campionato | Campionato | Coppe nazionali | Coppe nazionali | Coppe nazionali | Coppe continentali | Coppe continentali | Coppe continentali | Altre coppe | Altre coppe | Altre coppe | Totale | Totale |
| Stagione               | Squadra                | Comp                   | Pres       | Reti       | Comp            | Pres            | Reti            | Comp               | Pres               | Reti               | Comp        | Pres        | Reti        | Pres   | Reti   |
| ---------------------- | ---------------------- | ---------------------- | ---------- | ---------- | --------------- | --------------- | --------------- | ------------------ | ------------------ | ------------------ | ----------- | ----------- | ----------- | ------ | ------ |
| 2000-2001              | Alavés B               | SDB                    | 1          | 0          | -               | -               | -               | -                  | -                  | -                  | -           | -           | -           | 1      | 0      |
| 2001-2002              | Alavés B               | SDB                    | 2          | 0          | -               | -               | -               | -                  | -                  | -                  | -           | -           | -           | 2      | 0      |
| 2002-2003              | Alavés B               | SDB                    | 35         | 1          | -               | -               | -               | -                  | -                  | -                  | -           | -           | -           | 35     | 1      |
| 2003-2004              | Alavés B               | SDB                    | 33         | 0          | -               | -               | -               | -                  | -                  | -                  | -           | -           | -           | 33     | 0      |
| Totale Alavés B        | Totale Alavés B        | Totale Alavés B        | 71         | 1          |                 | -               | -               |                    | -                  | -                  |             | -           | -           | 71     | 1      |
| 2004-2005              | Alicante               | SDB                    | 25+2       | 0          | CR              | 2               | 0               | -                  | -                  | -                  | -           | -           | -           | 29     | 0      |
| 2005-2006              | Alicante               | SDB                    | 31+4       | 4          | CR              | 4               | 1               | -                  | -                  | -                  | -           | -           | -           | 39     | 5      |
| 2006-2007              | Alicante               | SDB                    | 28+4       | 1          | CR              | 0               | 0               | -                  | -                  | -                  | -           | -           | -           | 32     | 1      |
| Totale Alicante        | Totale Alicante        | Totale Alicante        | 84+10      | 5          |                 | 6               | 1               |                    | -                  | -                  |             | -           | -           | 100    | 6      |
| 2007-2008              | Alavés                 | SD                     | 20         | 0          | CR              | 2               | 0               | -                  | -                  | -                  | -           | -           | -           | 22     | 0      |
| 2008-2009              | Alavés                 | SD                     | 32         | 1          | CR              | 1               | 0               | -                  | -                  | -                  | -           | -           | -           | 33     | 1      |
| Totale Alavés          | Totale Alavés          | Totale Alavés          | 52         | 1          |                 | 3               | 0               |                    | -                  | -                  |             | -           | -           | 55     | 1      |
| gen.-giu. 2010         | Brighton & Hove        | FL1                    | 19         | 1          | FACup+CdL       | 1+0             | 0               | -                  | -                  | -                  | FLT         | -           | -           | 20     | 1      |
| 2010-2011              | Brighton & Hove        | FL1                    | 44         | 7          | FACup+CdL       | 5+0             | 1               | -                  | -                  | -                  | FLT         | 1           | 0           | 50     | 8      |
| 2011-2012              | Brighton & Hove        | FLC                    | 32         | 4          | FACup+CdL       | 4+3             | 0               | -                  | -                  | -                  | -           | -           | -           | 39     | 4      |
| 2012-2013              | Brighton & Hove        | FLC                    | 28+2       | 0          | FACup+CdL       | 1+1             | 0               | -                  | -                  | -                  | -           | -           | -           | 32     | 0      |
| 2013-2014              | Brighton & Hove        | FLC                    | 23+2       | 2          | FACup+CdL       | 4+1             | 0               | -                  | -                  | -                  | -           | -           | -           | 30     | 2      |
| 2014-2015              | Brighton & Hove        | FLC                    | 35         | 4          | FACup+CdL       | 2+4             | 0               | -                  | -                  | -                  | -           | -           | -           | 41     | 0      |
| 2015-2016              | Brighton & Hove        | FLC                    | 17         | 0          | FACup+CdL       | 1+2             | 0               | -                  | -                  | -                  | -           | -           | -           | 20     | 0      |
| Totale Brighton & Hove | Totale Brighton & Hove | Totale Brighton & Hove | 198+4      | 18         |                 | 29              | 1               |                    | -                  | -                  |             | 1           | 0           | 232    | 19     |
| 2016-2017              | Anorthōsis             | AK                     | 21+7       | 2+1        | CC              | 4               | 0               | -                  | -                  | -                  | -           | -           | -           | 32     | 3      |
| 2017-2018              | Chennaiyin             | ISL                    | 17+3       | 3          | SC              | 0               | 0               | -                  | -                  | -                  | -           | -           | -           | 20     | 3      |
| 2018-gen. 2019         | Chennaiyin             | ISL                    | 12         | 1          | SC              | -               | -               | AFC Cup            | -                  | -                  | -           | -           | -           | 12     | 1      |
| Totale Chennaiyin      | Totale Chennaiyin      | Totale Chennaiyin      | 32         | 4          |                 | 0               | 0               |                    | -                  | -                  |             | -           | -           | 32     | 4      |
| Totale carriera        | Totale carriera        | Totale carriera        | 474        | 31         |                 | 42              | 2               |                    | -                  | -                  |             | 1           | 0           | 517    | 33     |

## Palmarès

### Club

#### Competizioni nazionali
- Football League One: 1

Brighton & Hove: 2010-2011
- Indian Super League: 1

Chennaiyin: 2017-2018

### Individuale
- PFA Football League One Team of the Year: 1[22]

2010-2011